# Domingo Sangrento (1887)
O Domingo Sangrento de 13 de novembro de 1887 em Londres ocorreu por conta de manifestações contra a coação na Irlanda e para exigir a liberdade de William O'Brien. A manifestação foi organizada pela Radical Federation (Federação Radical).
Cerca de 11 mil manifestantes foram a  desde diferentes lugares guiados por (entre outros) John Burns, Annie Besant e Robert Cunninghame-Graham, que eram líderes da SDF (Social Democratic Federation).
Dois mil policiais e 400 soldados militares foram empregados para deter a manifestação, mas nos enfrentamentos resultou em muita gente ferida duramente, pelo que requisitaram tratamento hospitalar. Burns e Cunninghame-Graham foram presos e encarcerados durante seis semanas.
Essas táticas deram uma publicidade excelente à SDF mas não conseguiram muito mais, já que havia melhoras nas condições econômicas e o problema irlandês foi reduzido entre final do mesmo ano e princípio de 1888. A agitação se desvaneceu, então.